# مرقد بهلول الكوفي
مرقد بهلول الكوفي من المراقد الأثرية القديمة في العراق، ويقع في مقبرة الكرخ القديمة، في بغداد خلف جامع ومرقد الشيخ معروف الكرخي، ويحوي على قبر الزاهد بهلول بن عمر قصير الصيرفي، المتوفي سنة 190 هجرية، وينتهي نسبه إلى العباس بن عبد المطلب عم النبي محمد، ولقد رافق بهلول الخليفة العباسي هارون الرشيد في أيام خلافته، وعمر مبنى المرقد من قبل الوالي كاظم باشا عام 1893م، وبناه بنيانا حسنا.  ويقع بالقرب منه مقام بابا نانك، مؤسس الديانة السيخية في الهند وكذلك مرقد النبي يوشع بن نون، وبقربه أيضا جامع الشيخ جنيد البغدادي، ويبعد عن مركز المدينة حوالي 2 كم.